# No. 5, 1948
No. 5, 1948 é uma pintura de Jackson Pollock, um pintor estadunidense conhecido por suas contribuições para o movimento expressionista abstrato. A obra foi vendida em maio de 2006 por 140 milhões de dólares (166,3 milhões de dólares em valores atuais), um novo recorde para o preço mais alto pago para uma pintura, não superado até abril de 2011.

## Composição
A pintura foi criada em painel de fibra, também conhecido como placa de composição, medindo 2,4 m × 1,2 m . Para a pintura, Pollock escolheu usar tintas líquidas. Mais especificamente, eram tintas de resina sintética (esmalte brilhante), mas são referidas como pinturas a óleo para classificação do trabalho. Na inspeção, era uma pintura cinza, marrom, branca e amarela, regada de maneira que muitas pessoas ainda percebem como um "ninho denso de pássaros". As reações iniciais ao trabalho por parte dos não iniciados foram insuportáveis:
"Você gasta dinheiro "nisso"?— A reação inicial de Ted Dragon, parceiro de Ossorio